# Contea di Doña Ana
La contea di Doña Ana (in inglese Doña Ana County) è una contea dello Stato del Nuovo Messico, negli Stati Uniti. La popolazione al censimento del 2000 era di 174 682 abitanti. Il capoluogo di contea è Las Cruces.

## Geografia
La contea si trova nel sud dello Stato, al confine con il Messico. Al centro della contea, da nord a sud, si estende la Mesilla Valley (la pianura del Rio Grande), mentre a est si trovano le Organ Mountains. Altre catene montuose che si estendono nella contea sono le Robledo Mountains, le Doña Ana Mountains e la Sierra de las Uvas.
Tra le aree protette nazionali, per la contea passa il Camino Real de Tierra Adentro e si trova parte del parco nazionale delle sabbie bianche.

### Contee e municipalità confinanti
- Contea di Sierra - nord
- Contea di Otero - est
- Contea di El Paso (Texas) - sud-est
- Ascensión (Chihuahua, Messico) – sud
- Juárez (Chihuahua, Mexico) – sud
- Contea di Luna - ovest

## Storia
La contea fu creata nel 1852. Fu chiamata così in onore di Doña Ana Robledo.

## Comuni

### Cities
- Anthony
- Las Cruces (capoluogo)
- Sunland Park

### Towns
- Mesilla

### Village
- Hatch

### Census-designated places
| - Berino - Butterfield Park - Chamberino - Chaparral - Doña Ana - Fairacres - Garfield | - La Mesa - La Union - Mesquite - Organ - Picacho Hills - Placitas - Radium Springs | - Rincon - Rodey - Salem - San Miguel - San Pablo - San Ysidro - Santa Teresa | - Tortugas - University Park - Vado - White Sands |